# Capela de Nª Sª da Boa Hora Porto
A Capela de Nossa Senhora da Boa Hora de Fradelos, a qual se poderia designar, inequivocamente, por igreja, é um templo situado na Paróquia de Santo Ildefonso no centro da invicta cidade do Porto.

## Localização
Localiza-se na Rua Guedes de Azevedo, nº 50 4000-271 Porto, muito próxima da rua Sá da Bandeira e do popular mercado do Bolhão.

## Topónimo Fradelos
Terreno delimitado pelas ruas de santa Catarina, Fernandes Tomás, Bonjardim e Alto da Fontinha e atravessado pelo rio Fradelos que desaguava no Rio de Vila. Neste terreno, existia uma fonte pública denominada Fonte de Fradelos,cujo frontispício ostentava uma imagem de Nossa Senhora da Boa Hora.
O crescimento de devotos, terá estado na origem da construção de uma capela no dia 19 de agosto de 1804. O seu estado de ruina, deu origem à construção de uma Nova capela em Julho de 1983.

## Padre Matos Soares
Padre Matos Soares, grande tradutor e devoto de Santa Teresinha, pensou revesti-la de Azulejos, tanto no interior como no exterior (1931) indicando-a como tema da decoração.